# 傅翠和
傅翠和（1940年8月—2025年6月4日），男，河南济源人。中华人民共和国军事人物，原第二军医大学政治委员。少将军衔。

## 生平
1958年8月加入中国共产党，同年12月参加中国人民解放军。1983年5月至1987年4月，任陆军第一集团军副政治委员。1987年至1990年，任安徽省军区副政治委员。1990年6月，任舟嵊守备区政治委员。1990年7月晋升为少将军衔。1992年，调任第二军医大学政治委员。2000年退休。2010年12月，任中国先秦史学会傅说文化研究促进会荣誉理事长。
2025年6月4日9时46分在海军军医大学第一附属医院（上海长海医院）逝世。